# Goa Gajah

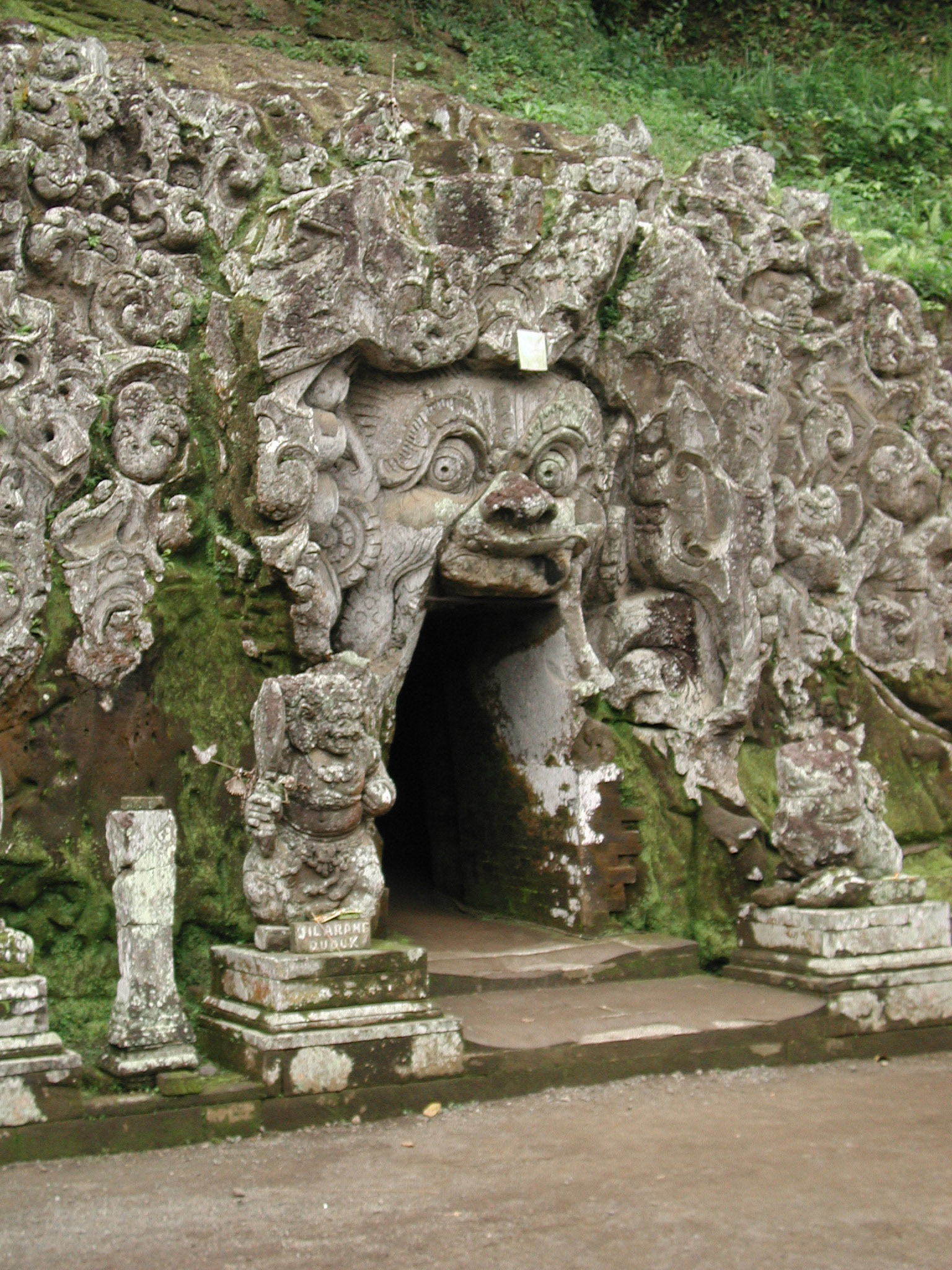
Ingången till "Elefantgrottan"

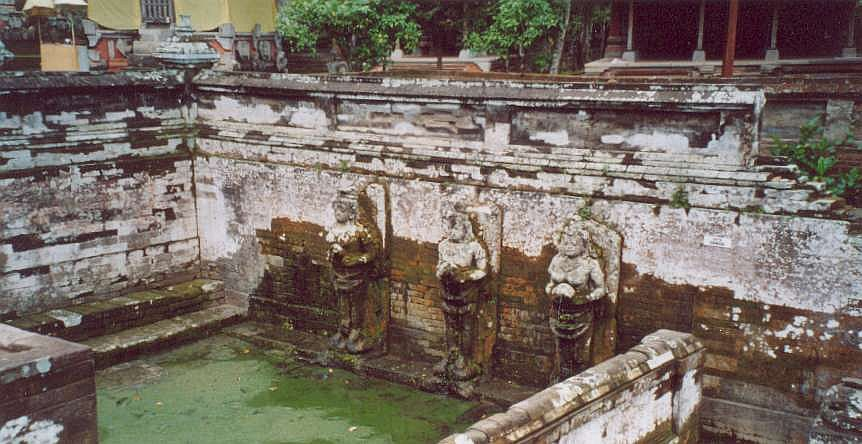
Badtemplet

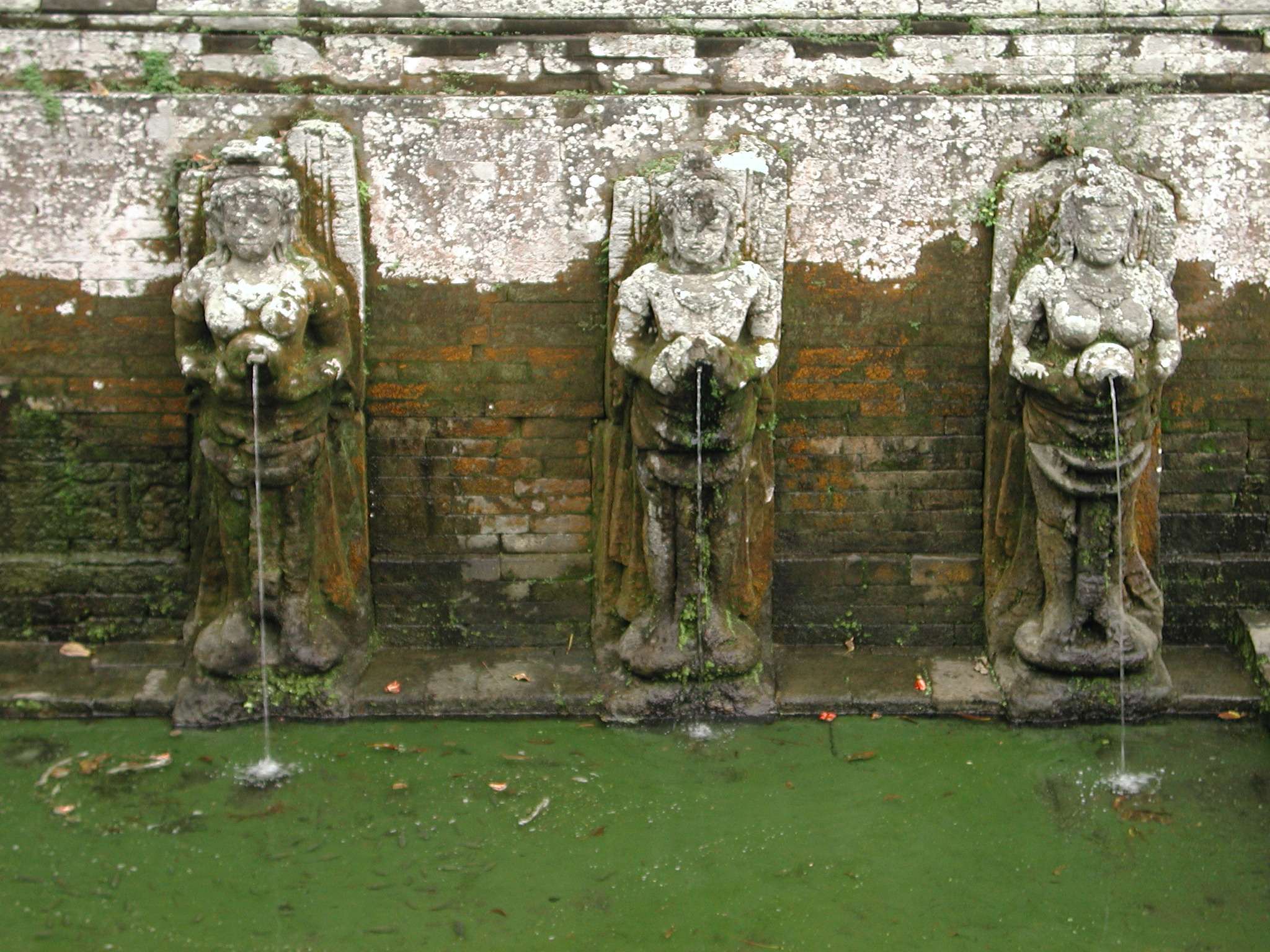
Figurer i badtemplet

Goa Gajah eller Elefantgrottan ligger på ön Bali nära Ubud i Indonesien och byggdes på 800-talet.

## Beskrivning
Vid grottans ingång finns en relief med olika hotfulla varelser och demoner huggen direkt ur klipphällen. Den främsta figuren runt själva öppningen troddes från början vara en elefant, därav dess smeknamn Elefantgrottan. Platsen omnämns i det javanesiska poemet Desawarnana skrivet 1365. Ett omfattande badområde invid platsen blev först på 1950-talet arkeologiskt undersökt. Figurerna vid ingången verkar ha varit tänkta att skrämma bort onda andar.

## Världsarvsstatus
Sedan 19 oktober 1995 är "Elefantgrottan" uppsatt på Indonesiens tentativa världsarvslista.